# メタモルフォシス伝
『メタモルフォシス伝』（メタモルフォシスでん）は、山岸凉子による大学受験を題材とした漫画。「花とゆめ」（白泉社）において、1976年に連載された。単行本は〈花とゆめコミックス〉（新書判）で全2冊。

## あらすじ
桜吹雪とともに現われた風変わりな転校生・蘇我要が、受験一色の名門校に通う生徒たちの心に様々な変革・転身（メタモルフォシス）をもたらす。

## 登場人物
蘇我要（そが　かなめ）
受験校に現れた謎の転校生。文科系科目はさっぱりだが、理数系の能力（新田は「与えられた問題を解く能力」と判断している）は抜群。特に数学は、学年一の秀才・新田忍、そのライバル・大田原一をしのぐほど。スポーツも得意（バスケットボール・乗馬など）。学校祭において、忍・一を巻き込み、マージャン同好会を設立。
大西久美（おおにし　くみ）
受験名門校の落ちこぼれ。内向的な性格。父親は開業医で、一人娘である事から、医学部進学を義務付けられているが、理数系は苦手。実は詩が好き（文学クラブ所属）で、将来は文科系に進みたいと思っているが、なかなか言い出せない。その性格がもたらす振る舞い（乙女チックいじけタイプ）故に、要に“クネ”と呼ばれはじめ、親友の紅子にも伝染・定着している。
新田忍（にった　しのぶ）
名門（祖父は元大臣）の子息。大秀才。その秀才ぶりは、高校2年の夏休みに受験したO社模擬試験で、高校3年・浪人を差し置いて上位にランクされるほど。ただのガリ勉ではなく、スポーツも得意。一見恵まれた環境だが、実は父親は、祖父に反抗して家を出た売れない作家で、妻は計3人（忍の母は、祖父が選んだ良家の出身で、2番目の妻）おり、忍には、それぞれ母親の違う兄弟が1人ずつ、計2人いる（父親は現在、最初の妻＜忍の腹違いの兄の生みの親＞と同居中）など、表面には出さないが、複雑な家庭環境に頭をいためている（実母はすでに他界）。要・一の国立理類コースA組の同級生。T大理Iを目指しているが、実は内緒で随筆を書いている。物理クラブ所属。
大田原一（おおたわら　はじめ）
T大理III（医学部）を目指すガリ勉。同級生・忍に並々ならぬライバル心を燃やしていたが（特に数学）、新たに現れた要にも同様の感情を抱く。医学部志望は、理学部を出て数学教師をしている父親の影響（曰く「理学部はツブシがきかないので医学部へ」）で、医学自体に興味があるわけではない。
小山金四郎（こやま　きんしろう）
母・姉（四人）に囲まれて育ったせいか、ナヨナヨした性格。紅子からは「おやま（女形）」とからかわれている。バイオリンが好き（音楽クラブ所属）だが、あくまでも趣味と割り切り、特に目的もなく、漠然とT大（文科系）を目指している。
紅子（べにこ）
久美の親友。久美とは正反対で、他人にどう思われようとも自分のやりたいことを通す、勝気で積極的な性格。最大の難関に挑戦する目的で、T大を目指している。当初、要の事を胡散臭く思っていたが、英語の授業での要のネイティブイングリッシュを耳にしてから、興味を抱くようになる。